# Dasybasis gracilipalpis
Dasybasis gracilipalpis är en tvåvingeart som beskrevs av Burger 1995. Dasybasis gracilipalpis ingår i släktet Dasybasis och familjen bromsar.
Artens utbredningsområde är Nya Kaledonien. Inga underarter finns listade i Catalogue of Life.